# Eirik Køpp
Eirik Køpp (* 10. Januar 1996 in Kristiansand, Norwegen) ist ein norwegischer Handballspieler, der in der Handball-Bundesliga für den VfL Gummersbach auflief.

## Karriere

### Verein
Køpp spielte bis ins Jahr 2016 in der höchsten norwegischen Spielklasse, der Postenligaen, beim ØIF Arendal im südnorwegischen Arendal, mit dem er in den Saisons 2013/2014 und 2015/2016 im EHF-Cup auflief. Zur Saison 2016/2017 wechselte Eirik Køpp zum Ligakonkurrenten Haslum HK, ehe er im Februar 2017 vom deutschen Bundesligisten VfL Gummersbach zum Sommer 2017 verpflichtet wurde. Zur Saison 2019/20 wechselte er zum norwegischen Verein Kristiansand Topphåndball. Seit dem Sommer 2022 geht er für Fjellhammer IL auf Torejagd.

### Nationalmannschaft
Eirik Køpp bestritt 16 Länderspiele für die norwegische Junioren-Nationalspieler. Bei den Junioren-Weltmeisterschaften 2015 in Brasilien wurde er für das All-Star-Team nominiert.